# Mayonesa (banda)
Mayonesa o Mayonnaise es una banda musical de género rock alternativo de Filipinas formada en el 2004. La banda está liderada actualmente por Monty Macalino, que gracias a su imagen y su talento ha hecho que la banda se mantenga en la cúspide del éxito dentro de la industria musical de Filipinas. La banda ha sido ganadora del prestigioso Premio "Red Horse Muziklaban" en el 2004. La banda eligió el nombre de "Mayonesa", de una canción en su versión en inglés titulada "Mayonnaise". En honor a The Smashing Pumpkins.

## Integrantes

### Actuales
- Monty Macalino - voz principal / guitarras / teclados
- Shan Regalado - tambores
- Carlo Servano - guitarra rítmica (desde 2013)
- Nikki Tirona - bajo / guitarra / coros (desde 2014)
- Maan Furio - guitarra acústica / coros (desde 2014)

### Anteriores
- Lee Maningas - bajo / guitarra / coros
- Paga Manikan - guitarra principal
- Poch Villalon - bajo guitarra / coros (2008-2014)
- Jaztin Mercado - teclados / keytar (2013-2014)
- Aaron Brosoto - guitarra / coros (2013-2015)

## Discografía

### Álbumes de estudio
| Álbum               | Pista | Año  | Reconocimiento            |
| ------------------- | --- | ---- | ------------------------- |
| Mayonnaise          | The Only Thing Tulog Bakit Part 1 Punk You Jopay Pink White Blue Dahil Eddie Song Home Pseudo Bakit Part 2 Aircon | 2004 | Sony Music / VAMP Records |
| Pa'no Nangyari Yun? | Pa'no Nangyari Yun? Bago Panaginip Salamín Deeper Meaning Of Love Oreo Patalim Turn Japan (Of Knives And Scissors) 5:09 Sana Kung (Ayaw Mo Na) Drama                                                                                      | 2006 | Sony Music / VAMP Records |
| Tersera             | Ikaw Sinungaling Tersera Sakto Looking For Love Bilin Paalam Voices Binaliwala Skipper Sa Piling Mo Ipagpatawad Mo Torres | 2008 | Viva Records              |
| Pula                | L'ouverture in Resso Talo Sa Pula, Sa Puti Tabla Mahirap Buhay (Paulit-Ulit) Dahil Ikaw (Ang Kailangan Ko) Kapag Lasing Malambing Salamat I. Salamat II. Ang Gamot III. Dahil Ikaw (Reprise) Queresma Awit Sa Mga Buhay Bente Synesthesia | 2010 | Viva Records              |
| Tayo Na Lang Dalawa | Bwelo Tayo Na Lang Dalawa Parang Pag Wala Ka Paraan Porta Ayaw Mo Na Sa Akin Malala Susan Dear Classmate | 2014 | The Yellow Room Music     |

### Compilaciones
- Red Horse Muziklaban 2004 Compilation (Sony Music, 2004)
- The Best Of Manila Sound: Hopia Mani Popcorn (Viva Records, 2006)
- The Reunion: An Eraserheads Tribute Album (Star Records, 2012)

### Extended play (EP)
- Mayonnaise – 2014 EP (2014)

### Singles y videos musicales
- Jopay
- Bakit Part 2
- Ipagpatawad Mo (originally by VST & Co., also covered by Janno Gibbs)
- Ligaya (originally by The Eraserheads, also covered by Kitchie Nadal)
- Sinungaling
- Tersera
- Torres
- Sa Pula, Sa Puti
- Kapag Lasing Malambing
- Sabay Tayo (theme from ABS-CBN 2's The Biggest Loser: Pinoy Edition)
- Dahil Ikaw (Ang Kailangan Ko)
- Synesthesia
- Sana Kung (2012 re-release)
- Paraan
- Parang
- Tayo Na Lang Dalawa
- Dear Classmate

- Datos: Q25411535